# Audioslave/Diskografie
Diese Diskografie ist eine Übersicht über die musikalischen Werke der US-amerikanischen Alternative-Rock-Band Audioslave. Den Schallplattenauszeichnungen zufolge hat sie bisher mehr als 8,7 Millionen Tonträger verkauft, davon alleine in ihrer Heimat über 6,5 Millionen. Ihre erfolgreichste Veröffentlichung ist das erste Studioalbum Audioslave mit über vier Millionen verkauften Einheiten.

## Alben

### Studioalben
| Jahr | Titel Musiklabel                                          | Höchstplatzierung, Gesamtwochen, AuszeichnungChartplatzierungen (Jahr, Titel, Musiklabel, Platzierungen, Wochen, Auszeichnungen, Anmerkungen) | Höchstplatzierung, Gesamtwochen, AuszeichnungChartplatzierungen (Jahr, Titel, Musiklabel, Platzierungen, Wochen, Auszeichnungen, Anmerkungen) | Höchstplatzierung, Gesamtwochen, AuszeichnungChartplatzierungen (Jahr, Titel, Musiklabel, Platzierungen, Wochen, Auszeichnungen, Anmerkungen) | Höchstplatzierung, Gesamtwochen, AuszeichnungChartplatzierungen (Jahr, Titel, Musiklabel, Platzierungen, Wochen, Auszeichnungen, Anmerkungen) | Höchstplatzierung, Gesamtwochen, AuszeichnungChartplatzierungen (Jahr, Titel, Musiklabel, Platzierungen, Wochen, Auszeichnungen, Anmerkungen) | Höchstplatzierung, Gesamtwochen, AuszeichnungChartplatzierungen (Jahr, Titel, Musiklabel, Platzierungen, Wochen, Auszeichnungen, Anmerkungen) | Anmerkungen                                                   |
| Jahr | Titel Musiklabel                                          | DE | AT | CH | UK | US | Rock | Anmerkungen                                                   |
| ---- | --------------------------------------------------------- | --- | --- | --- | --- | --- | --- | ------------------------------------------------------------- |
| 2002 | Audioslave Epic Records • Interscope Records (Sony)       | DE39 Gold · (18 Wo.)DE | AT53 (4 Wo.)AT | CH34 (17 Wo.)CH | UK19 Platin · (28 Wo.)UK | US7 ×3Dreifachplatin · (100 Wo.)US | Rock9 (3 Wo.)Rock | Erstveröffentlichung: 19. November 2002 Verkäufe: + 4.030.860 |
| 2005 | Out of Exile Epic Records • Interscope Records (Sony BMG) | DE6 (12 Wo.)DE | AT8 (12 Wo.)AT | CH7 (13 Wo.)CH | UK5 Gold · (5 Wo.)UK | US1 Platin · (39 Wo.)US | — | Erstveröffentlichung: 23. Mai 2005 Verkäufe: + 1.285.000      |
| 2006 | Revelations Epic Records • Interscope Records (Sony BMG)  | DE8 (6 Wo.)DE | AT6 (5 Wo.)AT | CH8 (5 Wo.)CH | UK12 Silber · (3 Wo.)UK | US2 Gold · (20 Wo.)US | Rock1 (7 Wo.)Rock | Erstveröffentlichung: 1. September 2006 Verkäufe: + 652.500   |

grau schraffiert: keine Chartdaten aus diesem Jahr verfügbar

### EPs
| Jahr | Titel Musiklabel                                             | Anmerkungen                            |
| ---- | ------------------------------------------------------------ | -------------------------------------- |
| 2005 | Sessions @AOL Music Epic Records • Interscope Records (Sony) | Erstveröffentlichung: 11. Oktober 2005 |
| 2006 | Live EP Epic Records • Interscope Records (Sony BMG)         | Erstveröffentlichung: 29. August 2006  |

## Singles
| Jahr | Titel Album                    | Höchstplatzierung, Gesamtwochen, AuszeichnungChartplatzierungen (Jahr, Titel, Album, Platzierungen, Wochen, Auszeichnungen, Anmerkungen) | Höchstplatzierung, Gesamtwochen, AuszeichnungChartplatzierungen (Jahr, Titel, Album, Platzierungen, Wochen, Auszeichnungen, Anmerkungen) | Höchstplatzierung, Gesamtwochen, AuszeichnungChartplatzierungen (Jahr, Titel, Album, Platzierungen, Wochen, Auszeichnungen, Anmerkungen) | Höchstplatzierung, Gesamtwochen, AuszeichnungChartplatzierungen (Jahr, Titel, Album, Platzierungen, Wochen, Auszeichnungen, Anmerkungen) | Höchstplatzierung, Gesamtwochen, AuszeichnungChartplatzierungen (Jahr, Titel, Album, Platzierungen, Wochen, Auszeichnungen, Anmerkungen) | Höchstplatzierung, Gesamtwochen, AuszeichnungChartplatzierungen (Jahr, Titel, Album, Platzierungen, Wochen, Auszeichnungen, Anmerkungen) | Anmerkungen                                                  |
| Jahr | Titel Album                    | DE | AT | CH | UK | US | Rock | Anmerkungen                                                  |
| ---- | ------------------------------ | --- | --- | --- | --- | --- | --- | ------------------------------------------------------------ |
| 2002 | Cochise Audioslave             | — | — | — | UK24 Silber · (3 Wo.)UK | US69 (15 Wo.)US | — | Erstveröffentlichung: 25. September 2002 Verkäufe: + 200.000 |
| 2003 | Like a Stone Audioslave        | — | — | — | UK— SilberUK | US31 Gold · (20 Wo.)US | Rock7 (5 Wo.)Rock | Erstveröffentlichung: 21. Januar 2003 Verkäufe: + 860.000    |
| 2003 | Give –                         | — | — | — | — | — | — | Erstveröffentlichung: 10. Juni 2003                          |
| 2003 | Set It Off (live) –            | — | — | — | — | — | — | Erstveröffentlichung: 24. Juni 2003                          |
| 2003 | Show Me How to Live Audioslave | — | — | — | — | US67 (20 Wo.)US | Rock20 (2 Wo.)Rock | Erstveröffentlichung: 17. Juli 2003 Verkäufe: + 30.000       |
| 2003 | I Am the Highway Audioslave    | — | — | — | — | US66 (17 Wo.)US | Rock19 (2 Wo.)Rock | Erstveröffentlichung: 16. September 2003                     |
| 2005 | Be Yourself Out of Exile       | DE87 (2 Wo.)DE | AT73 (1 Wo.)AT | — | UK40 (2 Wo.)UK | US32 (18 Wo.)US | — | Erstveröffentlichung: 2. Februar 2005                        |
| 2005 | Doesn’t Remind Me Out of Exile | — | — | — | UK93 (1 Wo.)UK | US68 (11 Wo.)US | — | Erstveröffentlichung: 5. Juli 2005                           |
| 2006 | Original Fire Revelations      | — | — | — | UK92 (1 Wo.)UK | US79 (2 Wo.)US | — | Erstveröffentlichung: 17. Juli 2006                          |
| 2006 | Revelations                    | — | — | — | — | — | — | Erstveröffentlichung: 1. September 2006                      |

grau schraffiert: keine Chartdaten aus diesem Jahr verfügbar

## Videoalben und Musikvideos

### Videoalben
| Jahr | Titel Musiklabel                                          | Höchstplatzierung, Gesamtwochen, AuszeichnungChartplatzierungen (Jahr, Titel, Musiklabel, Platzierungen, Wochen, Auszeichnungen, Anmerkungen) | Höchstplatzierung, Gesamtwochen, AuszeichnungChartplatzierungen (Jahr, Titel, Musiklabel, Platzierungen, Wochen, Auszeichnungen, Anmerkungen) | Höchstplatzierung, Gesamtwochen, AuszeichnungChartplatzierungen (Jahr, Titel, Musiklabel, Platzierungen, Wochen, Auszeichnungen, Anmerkungen) | Höchstplatzierung, Gesamtwochen, AuszeichnungChartplatzierungen (Jahr, Titel, Musiklabel, Platzierungen, Wochen, Auszeichnungen, Anmerkungen) | Höchstplatzierung, Gesamtwochen, AuszeichnungChartplatzierungen (Jahr, Titel, Musiklabel, Platzierungen, Wochen, Auszeichnungen, Anmerkungen) | Anmerkungen                                                |
| Jahr | Titel Musiklabel                                          | DE | AT | CH | UK | US | Anmerkungen                                                |
| ---- | --------------------------------------------------------- | --- | --- | --- | --- | --- | ---------------------------------------------------------- |
| 2003 | Audioslave Epic Records • Interscope Records (Sony)       | — | — | — | UK3 (5 Wo.)UK | US— GoldUS | Erstveröffentlichung: 29. Juli 2003 Verkäufe: + 80.000     |
| 2005 | Live in Cuba Epic Records • Interscope Records (Sony BMG) | — | — | — | UK10 (2 Wo.)UK | US— PlatinUS | Erstveröffentlichung: 11. Oktober 2005 Verkäufe: + 128.000 |

### Musikvideos
- 2002: Cochise
- 2003: Like a Stone
- 2003: Show Me How to Live
- 2005: Be Yourself
- 2005: Your Time Has Come
- 2005: Doesn’t Remind Me
- 2006: Original Fire
- 2006: Revelations
- 2006: One and the Same
- 2007: Until We Fall

## Promoveröffentlichungen
Promo-Singles
- 2004: Where Are You
- 2005: Your Time Has Come
- 2005: Like a Stone (live)

## Statistik

### Chartauswertung
|                     | DE    | AT    | CH    | UK    | US    | Rock      |
| ------------------- | ----- | ----- | ----- | ----- | ----- | --------- |
| Nummer-eins-Alben   | DE—DE | AT—AT | CH—CH | UK—UK | US1US | Rock1Rock |
| Top-10-Alben        | DE2DE | AT2AT | CH2CH | UK1UK | US3US | Rock2Rock |
| Alben in den Charts | DE3DE | AT3AT | CH3CH | UK3UK | US3US | Rock2Rock |

|                       | DE    | AT    | CH    | UK    | US    | Rock      |
| --------------------- | ----- | ----- | ----- | ----- | ----- | --------- |
| Nummer-eins-Singles   | DE—DE | AT—AT | CH—CH | UK—UK | US—US | Rock—Rock |
| Top-10-Singles        | DE—DE | AT—AT | CH—CH | UK—UK | US—US | Rock1Rock |
| Singles in den Charts | DE1DE | AT1AT | CH—CH | UK4UK | US7US | Rock3Rock |

|                          | DE    | AT    | CH    | UK    | US    |
| ------------------------ | ----- | ----- | ----- | ----- | ----- |
| Nummer-eins-Videoalben   | DE—DE | AT—AT | CH—CH | UK—UK | US—US |
| Top-10-Videoalben        | DE—DE | AT—AT | CH—CH | UK1UK | US—US |
| Videoalben in den Charts | DE—DE | AT—AT | CH—CH | UK2UK | US—US |

### Auszeichnungen für Musikverkäufe
| Goldene Schallplatte - Australien - 2006: für das Album Revalations - 2017: für die Single Like a Stone - Brasilien - 2003: für das Album Audioslave - Finnland - 2005: für das Album Audioslave - Italien - 2020: für das Album Audioslave - Kanada - 2006: für das Album Revalations - Neuseeland - 2006: für das Album Revalations - Norwegen - 2003: für das Album Audioslave - Portugal - 2022: für die Single Like a Stone - Spanien - 2024: für die Single Like a Stone | Platin-Schallplatte - Argentinien - 2005: für das Videoalbum Live in Cuba - Australien - 2007: für das Album Out of Exile - Brasilien - 2023: für die Single Be Yourself - Kanada - 2005: für das Album Out of Exile - Neuseeland - 2005: für das Album Out of Exile - 2023: für die Single Show Me How to Live | 2× Platin-Schallplatte - Australien - 2017: für das Videoalbum Audioslave - Dänemark - 2025: für das Album Audioslave - Kanada - 2006: für das Album Audioslave - 2005: für das Videoalbum Live in Cuba 3× Platin-Schallplatte - Australien - 2017: für das Album Audioslave - Neuseeland - 2004: für das Album Audioslave - 2025: für die Single Like a Stone |

Anmerkung: Auszeichnungen in Ländern aus den Charttabellen bzw. Chartboxen sind in ebendiesen zu finden.
| Land/RegionAuszeichnungen für Musikverkäufe (Land/Region, Auszeichnungen, Verkäufe, Quellen) | Silber     | Gold       | Platin       | Verkäufe  | Quellen                                                    |
| -------------------------------------------------------------------------------------------- | ---------- | ---------- | ------------ | --------- | ---------------------------------------------------------- |
| Argentinien (CAPIF)                                                                          | —          | —          | Platin1      | 8.000     | capif.org.ar                                               |
| Australien (ARIA)                                                                            | —          | 2× Gold2   | 6× Platin6   | 420.000   | aria.com.au                                                |
| Brasilien (PMB)                                                                              | —          | Gold1      | Platin1      | 110.000   | pro-musicabr.org.br                                        |
| Dänemark (IFPI)                                                                              | —          | —          | 2× Platin2   | 40.000    | ifpi.dk                                                    |
| Deutschland (BVMI)                                                                           | —          | Gold1      | —            | 150.000   | musikindustrie.de                                          |
| Finnland (IFPI)                                                                              | —          | Gold1      | —            | 15.860    | ifpi.fi                                                    |
| Italien (FIMI)                                                                               | —          | Gold1      | —            | 25.000    | fimi.it                                                    |
| Kanada (MC)                                                                                  | —          | Gold1      | 5× Platin5   | 360.000   | musiccanada.com                                            |
| Neuseeland (RMNZ)                                                                            | —          | Gold1      | 8× Platin8   | 187.500   | aotearoamusiccharts.co.nz NZ2                              |
| Norwegen (IFPI)                                                                              | —          | Gold1      | —            | 20.000    | ifpi.no (Memento vom 5. November 2012 im Internet Archive) |
| Portugal (AFP)                                                                               | —          | Gold1      | —            | 5.000     | Einzelnachweise                                            |
| Spanien (Promusicae)                                                                         | —          | Gold1      | —            | 30.000    | elportaldemusica.es                                        |
| Vereinigte Staaten (RIAA)                                                                    | —          | 3× Gold3   | 5× Platin5   | 6.500.000 | riaa.com                                                   |
| Vereinigtes Königreich (BPI)                                                                 | 3× Silber3 | Gold1      | Platin1      | 860.000   | bpi.co.uk                                                  |
| Insgesamt                                                                                    | 3× Silber3 | 15× Gold15 | 29× Platin29 |           |                                                            |